# Ravni Topolovac
Ravni Topolovac (serbisch-kyrillisch : Равни Тополовац; ungarisch : Katalinfalva; deutsch [veraltet]: Kathereinfeld; Kathreinfeld) ist ein Dorf in Vojvodina, Serbien und gehört zur Opština Žitište. 2022 wurden 869 Einwohner gezählt.

## Geografie

### Geografische Lage
Das Dorf gehört zum mittleren Banat (Srednji Banat) und liegt 21 km nordöstlich von Zrenjanin. Aufgrund der geografischen Lage, befindet sich die rumänische Grenze 40 Kilometer (Srpska Crnja) und die ungarischen Grenze 115 Kilometer (Horgoš) entfernt.

### Nachbarorte
| Jankov Most | Žitište                                     | Torak     |
| Klek        | Kompassrose, die auf Nachbargemeinden zeigt | Međa      |
| Lazarevo    | Banatski Despotovac                         | Krajišnik |

## Name
Der Ortsname leitet sich vom Namen Topola (papulus alba) auf historischen und geografischen Karten (Katharinenfeld, Katarina, Katharinenfeld) ab. Aufgrund der geografischen Lage, liegt Ravni Topolovac nahe dem Fluss Tamiš, so wechselte das Dorf infolge vieler Überschwemmungen seinen Standort sowie Namen.
Man vermutet, dass das Dorf im Jahre 1795 erstmals von Deutschen bewohnt wurde und zählt zum westlichen Banat. Es wird angegeben, dass die Bevölkerung mehrheitlich von Serben geprägt war. Auf dem Gebiet von Beckerek, Lugos und Timisoara wurden mehrere Orte mit dem Namen „Ravni Topolovac“ verzeichnet. Dies bestätigten österreich-ungarische Karten aus dem 16.–18. Jahrhundert. Aufgrund dessen wurde damals der heutige Name mehrfach auf banatische Ortschaften (Sečanj, Sarča, Katarina) übertragen.
Ende des 18. Jahrhunderts wurde Katarinafeld, das heutige Ravni Topolovac, gegründet. Im Laufe der Geschichte änderte das Dorf seinen Namen wie folgt:
1. 1794–1853 Katarinafeld (Katharinafeld)
2. 1854–1864 Katarinenfeld (Katharinenfeld)
3. 1864–1878 Katarinfeld (Katharinfeld)
4. 1878–1918 Katalinfalva (Katarinfalva)
5. 1918–1920 Katarina
6. 1920–1922 Katarinovac
7. 1922–1941 Katarina
8. 1941–1944 Kathereinfeld (Kathereinfeld)
9. 1944–1947 Katarina
10. 1947–1948 Topolovac
11. 1948–1949 Banatski Topolovac
12. seit 1949 Ravni Topolovac

## Geschichte
Katarina Kisch gründete das Dorf im 18. Jahrhundert, als es von Deutschen (Donauschwaben) besiedelt wurde. Nach dem Zweiten Weltkrieg zogen Kolonisten aus Bosnien und Herzegowina in das Dorf Katarina, nachdem die deutsche Bevölkerung daraus vertrieben worden war.
Mit dem Ausbau des Flusses Bega im Jahr 1733, war ein ständiges Uferleben möglich. Aufgrund der bewaffneten Konflikte in Zeiten des Osmanischen Reichs und Österreich-Ungarn, war ein Leben dieses Typs nicht möglich. Weitere Gründe waren unvorhersehbare Überschwemmungen, Verfolgung und Nomadismus.
Seit der Zuwanderung im Jahr 1794, traten viele sozioökonomische und auch von der Regierung gemachte Veränderungen auf, die die Entwicklung massiv beeinflussten.

## Bildung

### Schule
Seit 1994 gehört die Schule „Aleksa Šantić“ in Ravni Topolovac zur Grundschule „Sveti Sava“ in der Gemeinde Žitište. Das Schulgebäude wurde 1968 errichtet. Neben gewöhnlichen Klassenräumen, gibt es Informatik-Räume, eine Turnhalle mit Garderoben und eine Kantine. Der Pausenplatz hat einen Fußball-, Basketball- und Handballplatz. Regelmäßig finden hier auch diverse Veranstaltungen statt.
Zurzeit gibt es sieben Abteilungen in der Schule. Aufgrund der sinkenden Anzahl von Schülerinnen und Schüler haben die erste und zweite Klassen gemeinsam Unterricht.
Das Schulhaus hat 25 Lehr- und Hilfskräfte. Die Anzahl der Schüler wird auf etwa 75 beziffert.

## Demografie

### Einwohnerzahlen
Ravni Topolovac hatte bei der Volkszählung 2022 eine Bevölkerungszahl von 869 Einwohnern. Eine Volkszählung findet alle zehn Jahre statt.
Statistiken aus dem Jahr 2011 weisen eine serbische Mehrheit und eine sinkende Einwohnerzahl auf.
| Jahr | Einwohner |
| ---- | --------- |
| 1948 | 2454      |
| 1953 | 2086      |
| 1961 | 2096      |
| 1971 | 1817      |
| 1981 | 1656      |
| 1991 | 1407      |
| 2002 | 1352      |
| 2011 | 1137      |
| 2022 | 869       |

### Ethnische Gruppen
Laut Zensus 2002 waren die Einwohner des Dorfes folgenden Ethnien zugehörig:
| Ethnie        | Anzahl | Prozent |
| ------------- | ------ | ------- |
| Serben        | 1191   | 88,09 % |
| Roma          | 59     | 4,36 %  |
| Kroaten       | 17     | 1,25 %  |
| Ungarn        | 5      | 0,36 %  |
| Rumänen       | 5      | 0,36 %  |
| Jugoslawen    | 3      | 0,22 %  |
| Mazedonier    | 3      | 0,22 %  |
| Montenegriner | 2      | 0,14 %  |
| Bulgaren      | 1      | 0,07 %  |
| Andere        | 1      | 0,07 %  |

### Religion
Die Bevölkerung des Ortes gehört fast ausnahmslos der Serbisch-orthodoxen Kirche an.

## Verkehrsinfrastruktur

### Straßenverkehr
Ravni Topolovac ist 2 Kilometer von der Nationalstraße 12 (Teil von Europastraße E662) entfernt und somit gut am Straßennetz angeschlossen. Innerorts sind alle Straßen befestigt und nachts beleuchtet. In letzter Zeit wurde in der Gemeinde ebenfalls thematisiert, eine Verbindung zwischen Žitište und Banatski Despotovac, die durch Ravni Topolovac führt, zu bauen.
Täglich fahren Busse nach Beograd, Zrenjanin oder Srpska Crnja via Žitište.
Am 22. Januar 2020 wurde bekanntgeben, dass eine neue Autobahn zwischen Beograd-Zrenjanin-Novi Sad (Gesamtlänge 113 km) für 600 Mio. Euro entstehen werde. Der Baubeginn ist für Anfangs 2024 geplant.

### Schienenverkehr
→ Hauptartikel: Hatzfelder Bahn
Das Schienennetz wurde 1898 errichtet. Die Spurweite betrug 760 Millimeter (bosnische Spur). Bis 1923 hatte Katarina einen zweiten Bahnhof, der Gale hieß. Mit bis zu 25 km/h beförderte der Zug Personen und Güter.
Am 25. Mai 1968 kam es schließlich zur Stilllegung der Hatzfelder Bahn, ihre Trasse wurde bald darauf abgetragen.

### Luftverkehr
Der ca. 25 km entfernte Flugplatz Zrenjanin ist der größte und wichtigste Flugplatz der Klasse C auf der Balkanhalbinsel.

## Sport
Hier befindet sich die Heimspielstätte des Fußballvereins FK Omladinac – Ravni Topolovac.
Die Tribüne wurde 1979 errichtet. Diese hat eine Kapazität von 350 Zuschauern. Die Heimtrikot-Farben des Vereins sind blau-weiss.

## Persönlichkeiten
- Josef Knapp (1912–1944), banatschwäbischer römisch-katholischer Geistlicher und Märtyrer
- Joseph Schütz (1922–1999), deutscher Slawist
- Erich Pretz (1941–2018), Oberbürgermeister in Eppingen

## Galerie

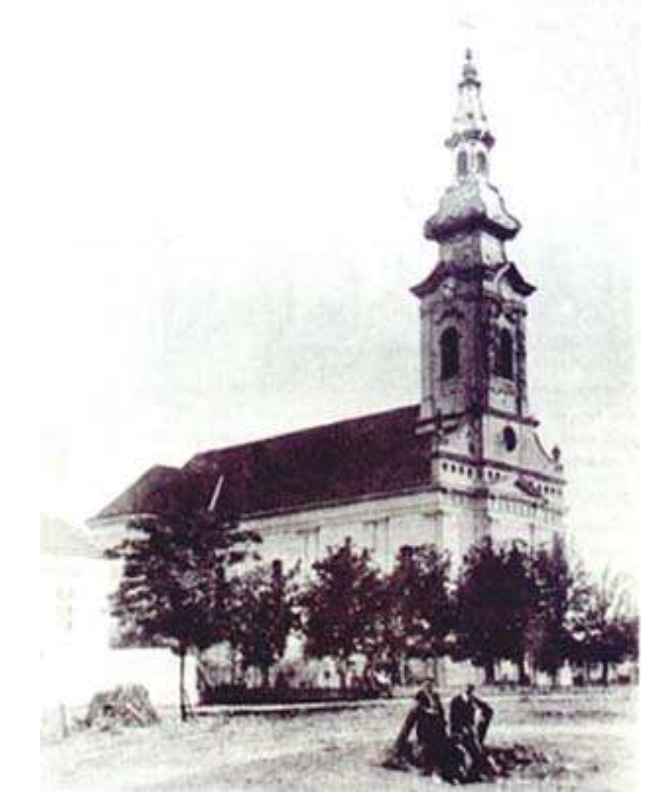
Ehemalige Katholische Kirche (1923)
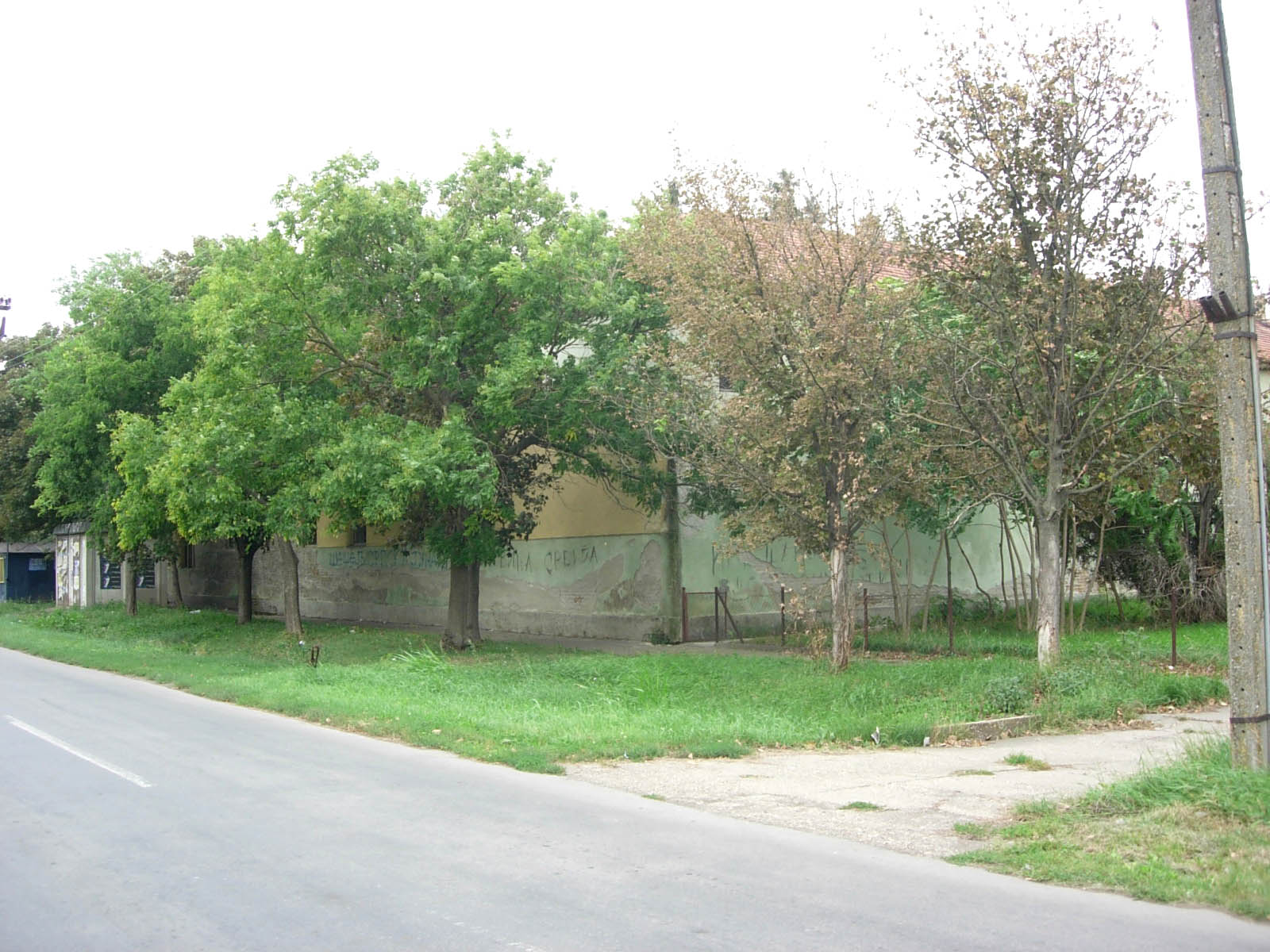
Gebäude in Ravni Topolovac (ehemaliger Kirchenplatz)
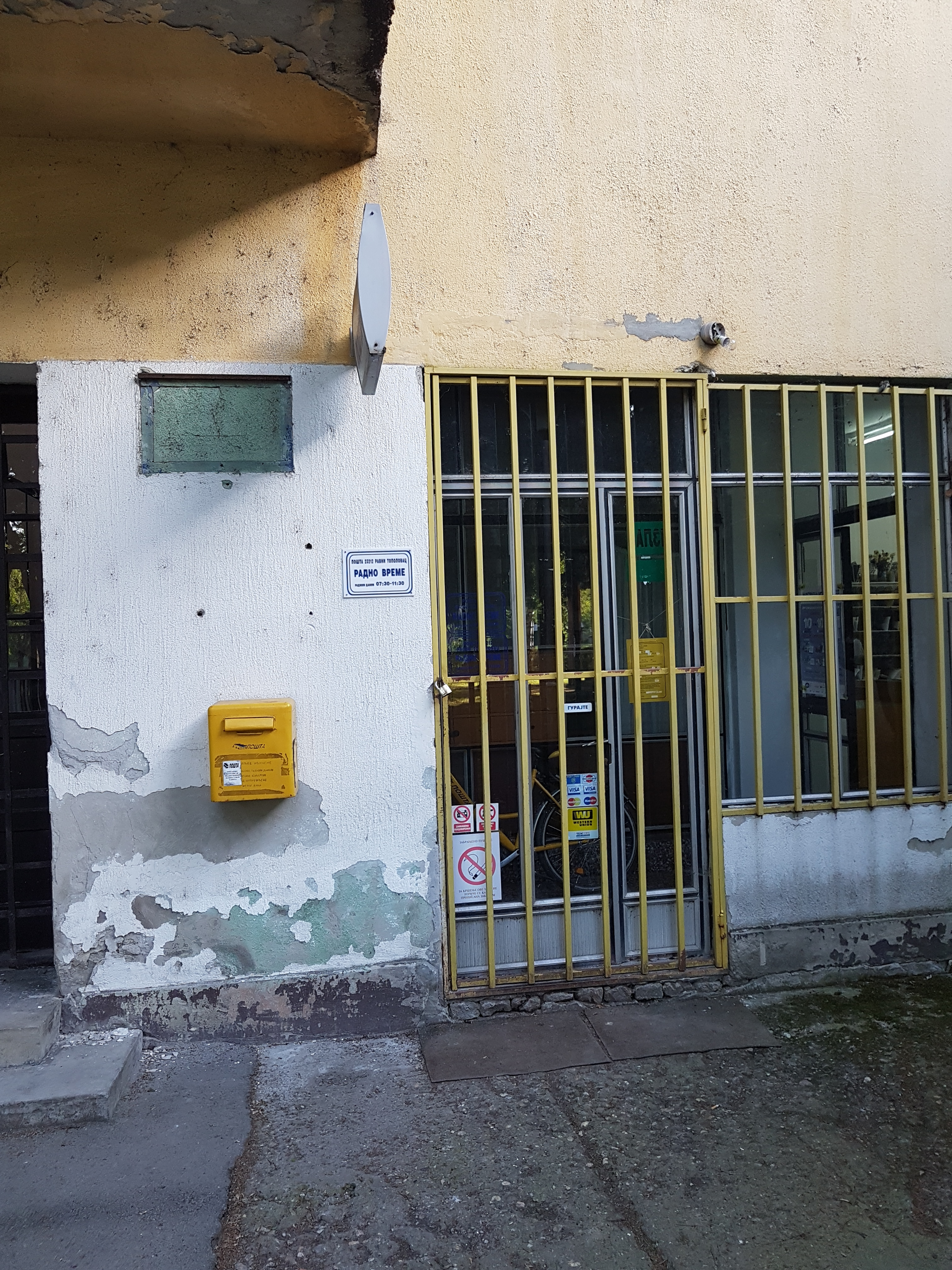
Poststelle in Ravni Topolovac (2018)